# Équipe des Bermudes de rugby à XV
L'équipe des Bermudes de rugby à XV rassemble les meilleurs joueurs de rugby à XV des Bermudes, est membre de la NACRA et joue actuellement dans le Championnat des Caraïbes de rugby. Elle ne s'est pas encore qualifiée pour disputer une Coupe du monde mais elle a participé aux tournois qualificatifs.

## Histoire
Les Bermudes jouent probablement leur premières rencontres internationales en 1977 dans un Championnat des Caraïbes avec les équipes de Jamaïque, de Trinité-et-Tobago, de Guadeloupe et de Martinique. Elle remporte par la même occasion le premier de ses 9 titres dans le championnat.
Les Bermudes tentent pour la première fois de se qualifier pour la Coupe du monde de rugby à XV 1995 en Afrique du Sud. Ils participent au tournoi des Amériques qualificatif.  
Les Bermudes sont éliminées au premier tour dans la poule Nord, perdant 60 à 3 contre les États-Unis.
Les Bermudes tentent également de se qualifier pour la Coupe du monde de rugby à XV 1999 au Pays de Galles. Ils participent au tournoi des Amériques qualificatif.  
Les Bermudes terminent premiers au premier tour dans le groupe 2, après avoir battu les équipes des Bahamas et de la Barbade, et ils participent au 2e tour. Ils battent Trinité-et-Tobago lors du premier match, mais perdent contre le Chili, et terminent seconds, stoppant là leur parcours.
Pour la Coupe du monde de rugby à XV 2003 en Australie, ils participent au tournoi des Amériques qualificatif dans la poule Nord du premier tour. Ils sont éliminés par le Trinité-et-Tobago.
En 2005 les Bermudes prennent part au tournoi des Amériques qualificatif pour la Coupe du monde de rugby à XV 2007 en France. Leur meilleur résultat est un match nul 10-10 contre la Jamaïque, ils ne gagnent aucun de leurs trois matchs et sont logiquement éliminés.
L'équipe des Bermudes est classée à la 48e place au classement IRB du 19/12/2011

## Palmarès
- Coupe du monde
  - 1987 : pas invité
  - 1991 : pas concouru
  - 1995 : pas qualifié
  - 1999 : pas qualifié
  - 2003 : pas qualifié
  - 2007 : pas qualifié
  - 2011 : pas qualifié
  - 2015 : pas qualifié